# No hay (gracias a Dios) más que un solo Aquiles Talón
No hay (gracias a Dios) más que un solo Aquiles Talón (en francés,  Il n'y a (Dieu merci) qu'un seul Achille Talon) es una historieta de la serie Aquiles Talón, que da título al álbum número 30, editado por primera vez en 1982 por Dargaud.

## Estructura de la historieta
Se diferencia de otras historietas porque está concebida de forma diferente, dividida en dos partes. La primera parte, que consta de cuatro historias, narra la genealogía de Aquiles Talón y está llena de parodias alusivas y de anacronismos humorísticos, obviando por completo la verdadera crítica de la ciencia histórica pero señalando sin embargo una voluntad hagiográfica delirante del personaje.
- «Árbol genealógico»
- «Tah-lon de las cavernas», donde se cuenta la vida de un antepasado de Talón, que vivió en tiempos prehistóricos.
- «Talonus Minuta»; aquí se describe uno de los antepasados de Talón que vivió en la época del Imperio Romano (haciendo una parodia de Astérix).
- «Godofredo de Talón », que describe a uno de los antepasados de Talón en tiempos de las cruzadas.

La segunda parte narra diferentes anécdotas de la vida de Aquiles Talón. Esta parte está llena de "gags" muy cortos que además evocan el estilo propio de las historietas de Boule y Bill. En esta sección se encuentran los títulos (algunos sin traducir porque son juegos de palabras en francés cuya traducción sería impropia):
- «El vendedor no duda de que los que han nacido burros rebuznan»
- «Al esposo feo se le ceba frecuentemente»
- «Hermoso vuelo»
- «Las almas son extrañas»
- «Mentiras con sorpresas»
- «No es todo siempre un triunfo»
- «El tozudo está en cabeza»
- «Ah cuidado con las mirada perdidas» ;
- «Détestabutations [Sic]»
- «Gato [Sic] Eso es tener sed»
- «Dios, mi marido»
- «Escuela de arte»
- «¿Qué le molesta?»

Es difícil encontrar coherencia entre las dos partes.